# Dicranodontium tristaniense
Dicranodontium tristaniense är en bladmossart som beskrevs av Hugh Neville Dixon och Thériot in Christophersen 1960. Dicranodontium tristaniense ingår i släktet Dicranodontium och familjen Dicranaceae. Inga underarter finns listade i Catalogue of Life.